# La melodía perdida

La melodía perdida es una película argentina dirigida por Tulio Demicheli según su propio guion escrito en colaboración con Francisco Bolla sobre la obra El angelito endiablado de Jacinto Galina, que se estrenó el 28 de agosto de 1952 y que tuvo como protagonistas a Adrianita, César Fiaschi, Santiago Gómez Cou, Nelly Meden y Amalia Sánchez Ariño.

## Sinopsis
El conflicto que aparece cuando una niña cuyo padre ha muerto no acepta que su madre vuelva a casarse.

## Reparto
- Adrianita
- César Fiaschi
- Santiago Gómez Cou
- Nelly Meden
- Amalia Sánchez Ariño
- Warly Ceriani
- Margarita Burke
- Pablo Cumo
- Elena Cruz
- María Esther Corán

## Comentarios
La crónica de Noticias Gráficas afirmaba del filme: “Triunfo personal de Adrianita en el film…alcanza fuerza emotiva gracias a su intervención” y el crítico King opinaba “un film agradable y limpio que se sigue con agrado”.

## Premio
En 1952 la Academia de Artes y Ciencias Cinematográficas de la Argentina galardonó a la actriz infantil Adrianita con una mención especial por su actuación en este filme.